# Kanton Saint-Maur-La Varenne
Kanton Saint-Maur-La Varenne (fr. Canton de Saint-Maur-La Varenne) je francouzský kanton v departementu Val-de-Marne v regionu Île-de-France. Tvoří ho pouze část města Saint-Maur-des-Fossés.